# Nicole Frýbortová
Nicole Frýbortová (* 14. November 1993) ist eine ehemalige slowakische Radsportlerin, nationale Meisterin (2015) und Vize-Weltmeisterin im Einer-Kunstradfahren (2015).

## Sportlicher Werdegang
Nicole Frýbortová war seit 1999 im Kunstradfahren aktiv. 2008 startete sie als 14-Jährige im österreichischen Dornbirn bei ihrer ersten Weltmeisterschaft und belegte den neunten Rang.
Im November 2014 wurde sie Dritte bei der Kunstrad-WM im tschechischen Brünn. Im Oktober 2015 wurde sie zusammen mit Tomáš Rozbořil slowakische Meisterin im Zweier-Kunstradfahren. Zwei Monate später im Dezember gewann sie als 21-Jährige in Johor (Malaysia) den Titel der Vizeweltmeisterin im Einer-Kunstfahren hinter der Österreicherin Adriana Mathis. Bei den Hallenradsport-Weltmeisterschaften 2016 in Stuttgart stand sie als Dritte erneut auf dem Podest. Die Saisons 2014 bis 2016 beendete sie jeweils als Vierte der UCI-Weltrangliste.
Sie startete für den Verein Sportclub Polizie Kometa Brno und wurde von Věra Břínková trainiert.
Nach der Saison 2016 trat Frýbortová sportlich international nicht mehr in Erscheinung.

## Erfolge im Kunstradfahren
2014
- Weltmeisterschaften – Einer

2015
- Weltmeisterschaften – Einer
- slowakische Meisterin – Zweier (mit Tomáš Rozbořil)

2016
- Weltmeisterschaften – Einer